# 巴克桑
43°40′57″N 42°32′02″E / 43.68250°N 42.53389°E
巴克桑（俄语：Бакса́н）是俄羅斯卡巴爾達-巴爾卡爾共和國北部的一個城市，位於巴克桑河畔，距首府納爾奇克西北24公里。2002年人口35,805人。
1967年建市。